# Voorstel der Negenmannen
Op 10 december 1844 dienden negen leden van de Tweede Kamer onder leiding van Johan Rudolph Thorbecke, de Negenmannen, een voorstel in tot wijziging van de Grondwet om onder meer rechtstreekse verkiezingen in te voeren. Dit voorstel staat bekend als het Voorstel der Negenmannen.
Het initiatiefwetsvoorstel had de volgende vijf staatsrechtelijke veranderingen:
- invoering van de staatkundige ministeriële verantwoordelijkheid
- invoering van rechtstreekse verkiezing van de Tweede Kamer
- het verlenen aan de koning van het recht om de Tweede Kamer uit te breiden
- hervorming van de Eerste Kamer
- herziening van de bepalingen over onderwijs en godsdienst om volledige vrijheid van godsdienst te garanderen

Reden voor de rechtstreekse verkiezing was dat zij het bestaande kiesstelsel, met vele plaatselijke regels, te ingewikkeld vonden. Ook pleitten zij voor een regeling van het bestuur van de koloniën op wettelijke basis, het bij wet vaststellen van de jaarlijkse begroting en het recht van amendement. Het doel van deze wetsvoorstellen was volgens de indieners "meer eenheid en vastheid der uitvoerenden Magt, vollediger wetgeving en wettelijke verantwoording".
Het voorstel werd ingediend door de volgende Tweede Kamerleden:
- Johan Rudolph Thorbecke
- S. baron van Heemstra
- Edmond Willem van Dam van Isselt
- Jacob Hendrik van Rechteren van Appeltern
- Lambertus Dominicus Storm
- Sebastiaan Hendrik Anemaet
- Berend Wichers
- Jacobus Mattheüs de Kempenaer
- Lodewijk Caspar Luzac

Wat opvalt is de geografische spreiding. De Negenmannen waren vanuit het gehele land afkomstig.
De belangrijkste reden voor het initiatief was het uitblijven van een regeringsvoorstel door middel van een aankondiging door koning Willem II in de troonrede tot herziening van de Grondwet. De Kamer drong in het Adres van Antwoord tevergeefs aan op zo'n voorstel. Een belangrijke wending kwam doordat Thorbecke juli 1844 tot Kamerlid werd gekozen door Zuid-Holland in een tussentijdse vacature. Hierna kwam hij met acht Kamerleden met een initiatiefwetsvoorstel.
De Tweede Kamer besloot echter op 31 mei 1845 met 34 tegenstemmen en 21 vóór het voorstel niet verder in behandeling te nemen. Het voorstel was fel bestreden door koning Willem II, die stelde: "Als men het schavot voor Mijne oogen oprigt, zal ik het schavot beklimmen, en mijn hoofd geven, liever dan te onderteekenen", en zijn minister van Justitie, de uiterst conservatieve De Jonge van Campensnieuwland.
De conservatieve, oranjegezinde Kamermeerderheid en de (door koning Willem II benoemde) regering kwamen met inhoudelijke en procedurele bezwaren. Het belangrijkste bezwaar van de conservatieven was dat het initiatief tot een Grondwetsherziening van de koning moest uitgaan. Ook meende de koning, zijn regering en de conservatieve kamermeerderheid dat er geen enkele noodzaak bestond voor de staatsrechtelijke hervormingsvoorstellen. De door de koning benoemde Eerste Kamer ("ménagerie du roi") was in haar geheel tegen.
De 21 Kamerleden die vóór stemden waren, behalve de negen indieners, De Backer, Boreel van Hogelanden, Bruce, Cornéli, Duymaer van Twist, Van Goltstein, Van Heloma, De Monchy, Nedermeyer van Rosenthal, Van Panhuys, Schooneveld en Strens.
Het is de vraag of Thorbecke en de rest van de Negenmannen wel op het aannemen van de voorstellen uit waren: het kan zijn dat zij eerder een politieke stroomversnelling op gang wilden brengen, die er in 1848 uiteindelijk ook kwam.
Na het verwerpen van het initiatiefwetsvoorstel eind mei 1845 werd in juli van hetzelfde jaar Thorbecke niet herkozen. Pas op 17 maart 1848 kwam koning Willem II aan de voorstellen van de Negenmannen tegemoet en benoemde Thorbecke nota bene tot voorzitter van de Grondwetscommissie. De nieuwe Grondwet bevatte bijna volledig het werk van Thorbecke en werd geproclameerd op 3 november 1848.